# Zinky Cohn
Augustus „Zinky“ Cohn (* 18. August 1908 in Oakland; † 26. April 1952 in Chicago) war ein amerikanischer Jazzmusiker (Piano, Komposition).
Cohn spielte zwischen 1928 und 1930 in Chicago in Jimmie Noones Apex Club Orchestra; mit Noone nahm er zahlreiche Platten zwischen 1929 und 1934 auf, insbesondere für Vocalion Records. Er komponierte und arrangierte auch für Noone; so stammt der Apex Blues (der früher Earl Hines zugeschrieben wurde), von Cohn.
Cohn war 1930 auch mit Frankie Franko & His Louisianans im Aufnahmestudio und spielte Somebody Stole My Gal ein. Zudem war er in den frühen 1930er Jahren Leiter einer Band mit dem Tenorsaxophonisten Leon Washington, mit dem er gleichfalls aufnahm. Weiterhin begleitete er Bluessänger wie Georgia White. In den späten 1930er Jahren leitete er die Chicagoer Musikergewerkschaft.